# Мамкин Сор
Мамкин Сор — пресноводное озеро в Ханты-Мансийском районе Ханты-Мансийского автономного округа — Югры России, находится на Кондинской низменности, в 92 км к югу от посёлка Согом.
Располагается на высоте 39 м над уровнем моря, в междуречье притока Конды Камы и реки Согом, притока Иртыша. Непосредственно к югу находится озеро Войпинский Сор. Имеет округлую форму с выдающимся плёсом на северо-востоке. Площадь озера составляет 31,7 км². Длина озера 8,2 км, максимальная ширина составляет 6,2 км. Берега низменные, сильно заболоченные, особенно в восточной части. Близ южного берега располагается остров.
Значительных притоков не имеет. На северо-востоке вытекает ручей Мамкин, впадающий в реку Тондым.
В озере обитает окунь и щука. Проходил Открытый чемпионат Ханты-Мансийского района по рыболовному спорту в дисциплине «Ловля на блесну со льда».